# Antachara
Antachara es un  género  de lepidópteros de la familia Noctuidae. Es originario de Norteamérica.

## Especies
- Antachara denterna (Guenée, 1852)
- Antachara diminuta (Guenée, 1852)
- Antachara mexicana (Hampson, 1909)